# BH Canum Venaticorum

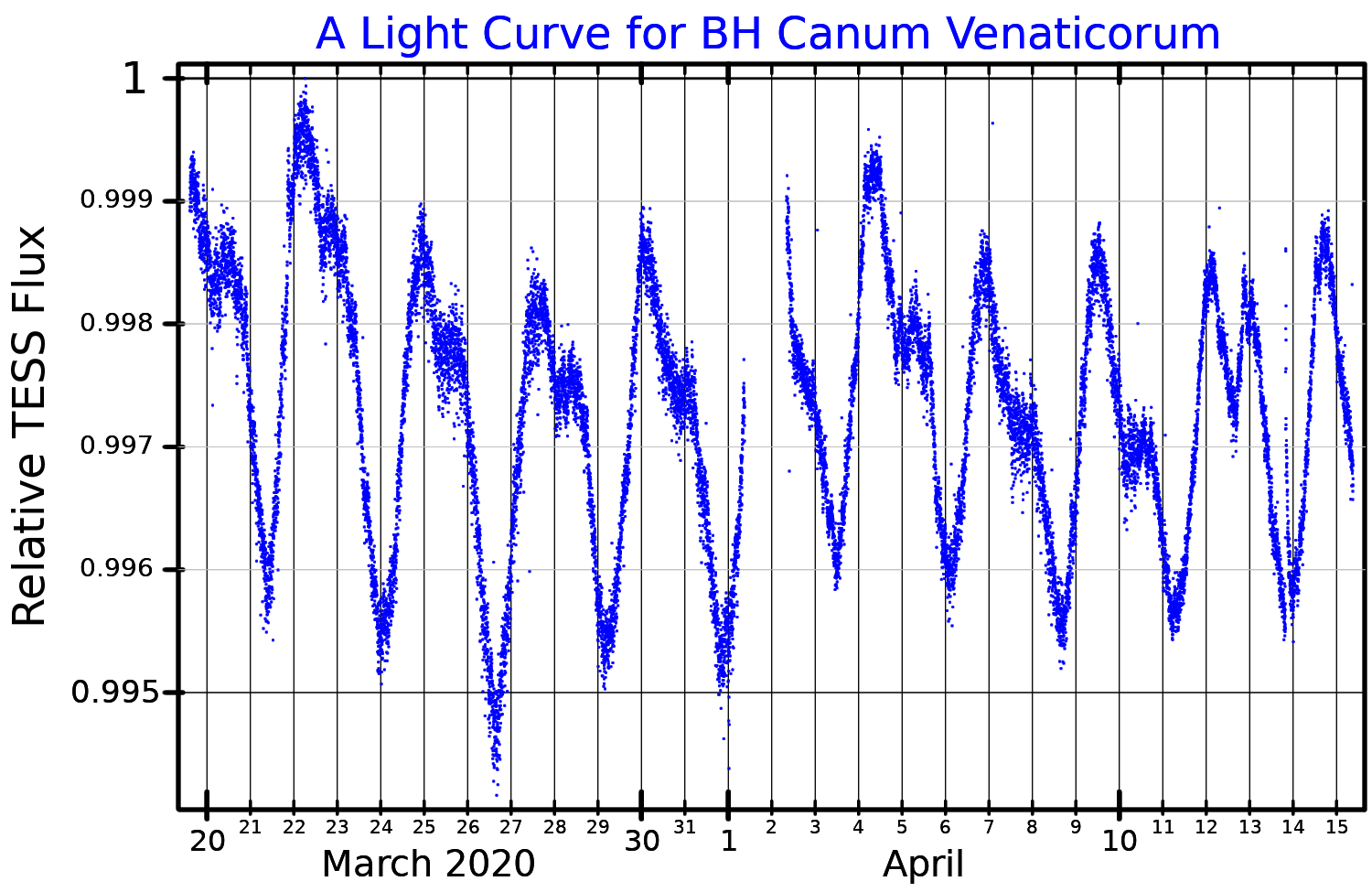
Curva de luz de BH Canum Venaticorum

BH Canum Venaticorum (BH CVn) es una estrella variable en la constelación de Canes Venatici, los perros de caza.
Su magnitud aparente media es +4,93 —la octava más brillante en su constelación— y se encuentra a 145 años luz del sistema solar.

## Características
BH Canum Venaticorum es una estrella binaria cercana cuya componente principal es una estrella con líneas metálicas de tipo espectral A6m, antes catalogada como subgigante de tipo F2IV.
Su temperatura efectiva es de 6750 - 7000 K y su masa es aproximadamente un 50 % mayor que la masa solar.
Más grande que el Sol, su radio puede estar comprendido entre 2,60 y 3,10 radios solares —la cifra varía según la fuente consultada— y gira sobre sí misma con una velocidad de rotación de al menos 14 km/s.
Las características de la estrella acompañante son poco conocidas.
Se piensa que puede ser una subgigante naranja de tipo K2IV con una temperatura entre 4600 y 5000 K.
En cuanto a su masa, diversas fuentes la sitúan en el amplio rango comprendido entre 0,42 y 0,85 masas solares, mientras que su radio puede ser de 3,3 a 4 veces el del Sol.
BH Canum Venaticorum tiene un período orbital de 2,6132 días, siendo la órbita ligeramente excéntrica (ε = 0,04). Su edad se estima en 1300 millones de años y presenta una metalicidad algo baja, unas 3/4 partes de la que tiene el Sol.

## Variabilidad
BH Canum Venaticorum es una variable RS Canum Venaticorum cuyo brillo varía entre magnitud +4,94 y +5,10.
Estas estrellas poseen cromosferas activas y emiten gran cantidad de energía en forma de rayos X.
Entre las estrellas que están a menos de 50 pársecs del sistema solar, BH Canum Venaticorum es una de las más brillantes en dicha región del espectro; su luminosidad en rayos X es de 52,75 × 1022 W, comparable a la de λ Andromedae o TZ Coronae Borealis.
Además, es brillante y activa como radiofuente.